# Riga Masters
De Riga Masters is een snooker-rankingtoernooi in Riga, Letland, wat voor het eerste gehouden werd in 2014. Het toernooi begon als een minor-rankingtoernooi op de European Tour als onderdeel van het Players Tour Championship (PTC). Vanaf het seizoen 2016/17, nadat het PTC opgeheven werd, is het een rankingtoernooi op zichzelf.

## Winnaars
| Seizoen                   | Winnaar                   | Verliezend finalist       | Score                     |
| Riga Open (minor-ranking) | Riga Open (minor-ranking) | Riga Open (minor-ranking) | Riga Open (minor-ranking) |
| ------------------------- | ------------------------- | ------------------------- | ------------------------- |
| 2013/14                   | Mark Selby                | Mark Allen                | 4 – 3                     |
| 2014/15                   | Barry Hawkins             | Tom Ford                  | 4 – 1                     |
| Riga Masters (ranking)    |                           |                           |                           |
| 2016/17                   | Neil Robertson            | Michael Holt              | 5 – 2                     |
| 2017/18                   | Ryan Day                  | Stephen Maguire           | 5 – 2                     |
| 2018/19                   | Neil Robertson            | Jack Lisowski             | 5 – 2                     |
| 2019/20                   | Yan Bingtao               | Mark Joyce                | 5 – 2                     |